# 엄동옥
엄동옥(嚴東鈺, 1909년 ~ 1961년)은 대한민국의 조직폭력배이다.

## 엄동옥이 등장한 작품
- 《장군의 아들》(1990) (배우: 김형일)
- 《야인시대》(2002) (배우: 최철호)